# Jordan Stolz
Jordan Stolz (West Bend, 21 maggio 2004) è un pattinatore di velocità su ghiaccio statunitense.

## Biografia
Si è messo in mostra partecipando ai Giochi olimpici giovanili di Losanna 2020, in cui si è piazzato 5º nei 500 m, 21º nei 1500 m, 31º nella mass start e 5º nella staffetta mista.
Ha fatto il suo debutto internazionale seniores durante la Coppa del Mondo di pattinaggio di velocità 2021-22 a Salt Lake City, dove ha stabilito il record mondiale juniores e il record americano nei 500 metri con un tempo di 34"11 e il record mondiale juniores nei 1.000 metri con un tempo di 1'07"62.
Alle prove di qualificazione olimpica statunitensi disputati al Pettit National Ice Center, ha stabilito il record della pista nei 500 metri e nei 1.000 metri, precedentemente detenuto da Shani Davis dal 2005, guadagnando un posto in nazionale in entrambe le specialità. 
È stato quindi convocato nella delegazione olimpica degli Stati Uniti ai Giochi olimpici invernali di Pechino 2022, dove si è classificato 13º nei 500 m e 14º nei 1000 m. Ha preso parte alle gare all'età di 17 anni ed è stato il terzo più giovane pattinatore maschio statunitense a gareggiare alle Olimpiadi nel pattinaggio di velocità su pista lunga.
L'11 novembre 2022, durante la prima tappa della Coppa del Mondo 2022-23, è divenuto il più giovane pattinatore maschio a vincere una gara individuale della competizione, grazie alla vittoria nei 1500 m, con il tempo di 1'44"891, record della pista della Sørmarka Arena. Ha vinto anche la medaglia d'oro nei 1000 metri con il tempo di 1:08.73. Il 17 dicembre 2022, durante la quarta tappa della Coppa del Mondo 2022-23, ha ottenuto il podio in tutti e tre le specialità in cui ha gareggiato: oro nei 1.000 m, argento nei 500 m e nei 1.500 m. Ha stabilito i record mondiali e americani junior nei 500 metri con un tempo di 34"08. Ha terminato la stagione classificandosi tra i primi tre nei 1.000 e 1.500 metri e tra i primi cinque nei 500 metri.
Ai Campionati mondiali di pattinaggio di velocità juniores del 2023, ha vinto quattro medaglie d'oro e due di bronzo ed è stato nominato campione mondiale juniores di pattinaggio di velocità.
Ai mondiali su distanza singola di Heerenveen 2023 si è laureato campione iridato nei 500 m, 1000 m e 1500 m.

## Palmarès

### Mondiali distanza singola
- 6 medaglie:
  - 6 ori (500 m, 1000 m e 1500 m a Heerenveen 2023; 500 m, 1000 m e 1500 m a Calgary 2024).

### Mondiali juniores
- 7 medaglie:
  - 5 ori (classifica generale, 500 m, 1000 m, 1500 m, sprint a squadre a Inzell 2023);
  - 2 bronzi (5000 m, partenza in linea a Inzell 2023).